# Софіївка (Прилуцький район)
Софіївка —  селище в Україні, в Прилуцькому районі Чернігівської області. Входить до складу Парафіївської селищної громади.

## Географія
Селище Софіївка знаходиться на відстані 1 км від села Терешиха (Ніжинський район). Поруч проходить залізниця Григорівка - Качанівка,  залізнична платформа Софіївка на відстані 0,5 км. Пасажирський рух по станції відсутній.

## Історія
Назва селища походить від однойменного хутора, заснованого шляхетською родиною Тарновських на початку 19 століття на честь Софії Тарновської. Проте в часи комуністичної окупації "перезасновано" як господарський пункт Парафіївського цукрового заводу (після Другої світової війни).  
У 1923 році Софіївка мала статус економії і маючи 1 двір без населення, входила до складу Терешинської сільради Парафіївського району.
Комуністична влада надала право Парафіївському заводу вербувати на роботу безпаспортних батраків із навколишніх колгоспів Бахмацького та Ічнянського районів, приписуючи їх до так званого «совхозу». У 1960-тих завербовані люди ще жили у бараках, без родин. Спеціалізувалися на буряківництві та торфорозробці. Робота з вирощення буряку була рабською, ручною. 
У Парафіївських «совхозах», на відміну від «калхозу», комуністи платили безпаспортним українцям "живі" гроші, що збільшувало продуктивність праці. Якщо «калхоз» спеціалізувався на рабській, фактично безкоштовній праці людей, то «совхоз» мусив мати віддачу для розвитку парафіївської промисловості, орієнтованої, зокрема, на горілчані заводи.
Вербувалася переважно молодь Крупичполя, Рожнівки, Мартинівки та Терешихи. 
Корінна мешканка Софіївки Ганна Василенко свідчить: 
| У кого життя не получалося в селі, той вербувався у совхози. Там давали гроші - а в колгоспах тільки трудодні. Гроші були невеликі, але давали ще пайок. Робота була важка. Це потім машини з'явились, трактори. А то все руками. Але люди й на таке погоджувалися. Цілий день горбатяться, а їм премію дають - 200 граммів цукру, стакан. Так вони довольні були... |

## Населення

### Мова
Розподіл населення за рідною мовою за даними перепису 2001 року:
| Мова       | Кількість | Відсоток |
| ---------- | --------- | -------- |
| українська | 57        | 100%     |

## Сучасний стан
Населення до 2006 - 57 осіб. На весну 2015 у селищі постійно проживають 11 осіб, більшість походженням із Терешихи та Рожнівки. 